# Angelica decursiva
Angelica decursiva är en flockblommig växtart som först beskrevs av Friedrich Anton Wilhelm Miquel, och fick sitt nu gällande namn av Adrien René Franchet och Paul Amédée Ludovic Savatier. Angelica decursiva ingår i släktet kvannar, och familjen flockblommiga växter. Inga underarter finns listade i Catalogue of Life.

## Bildgalleri

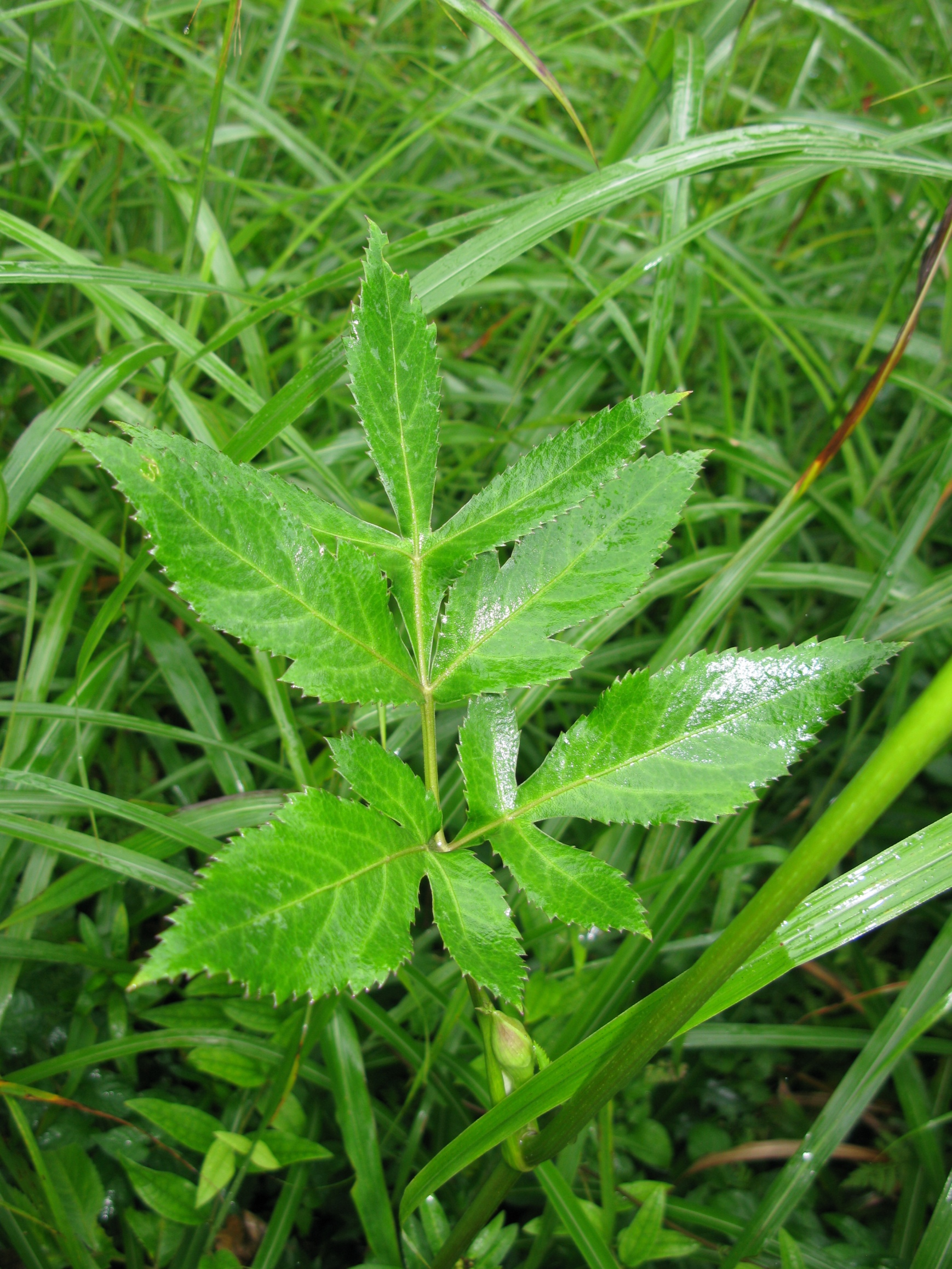
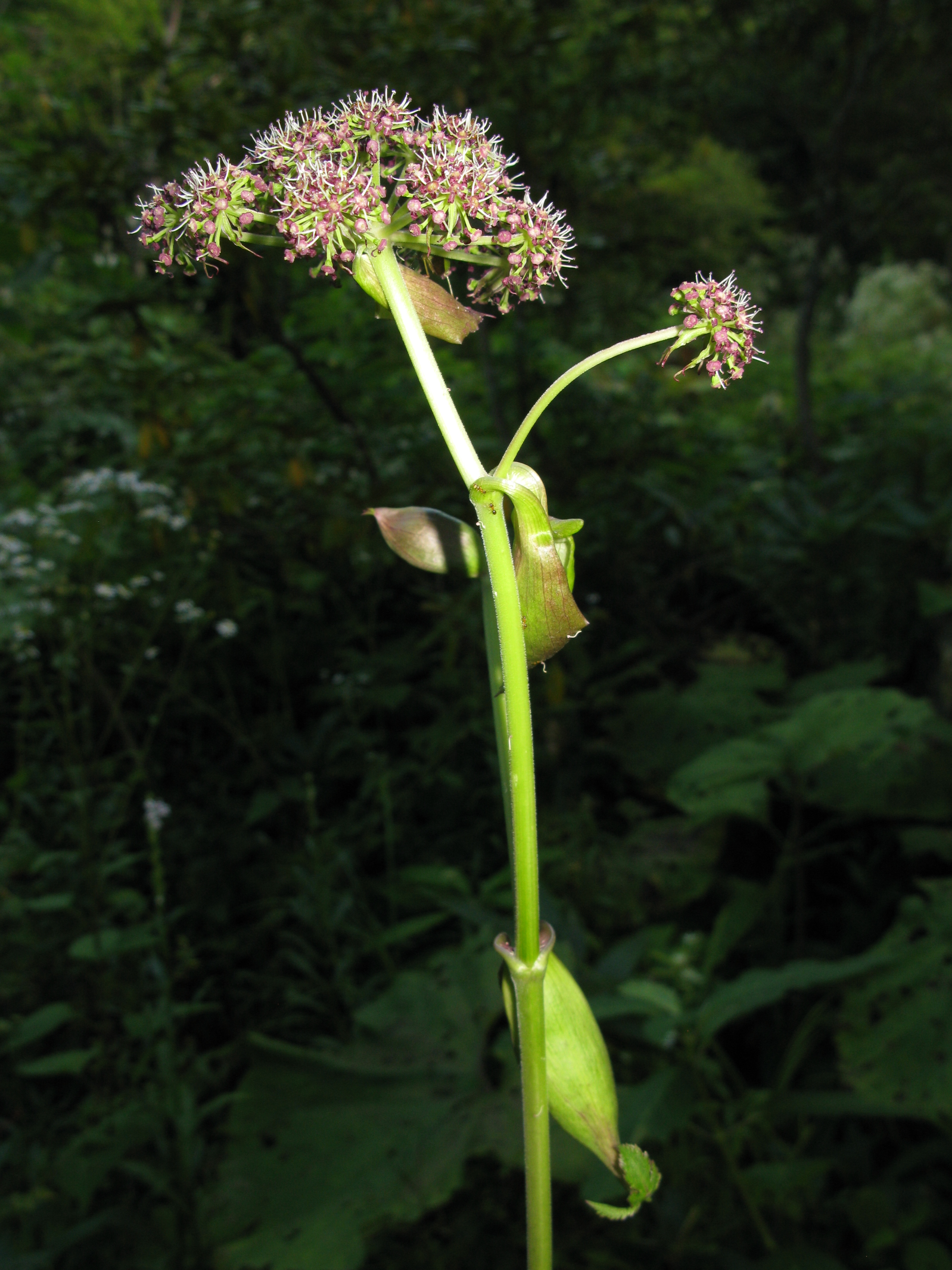
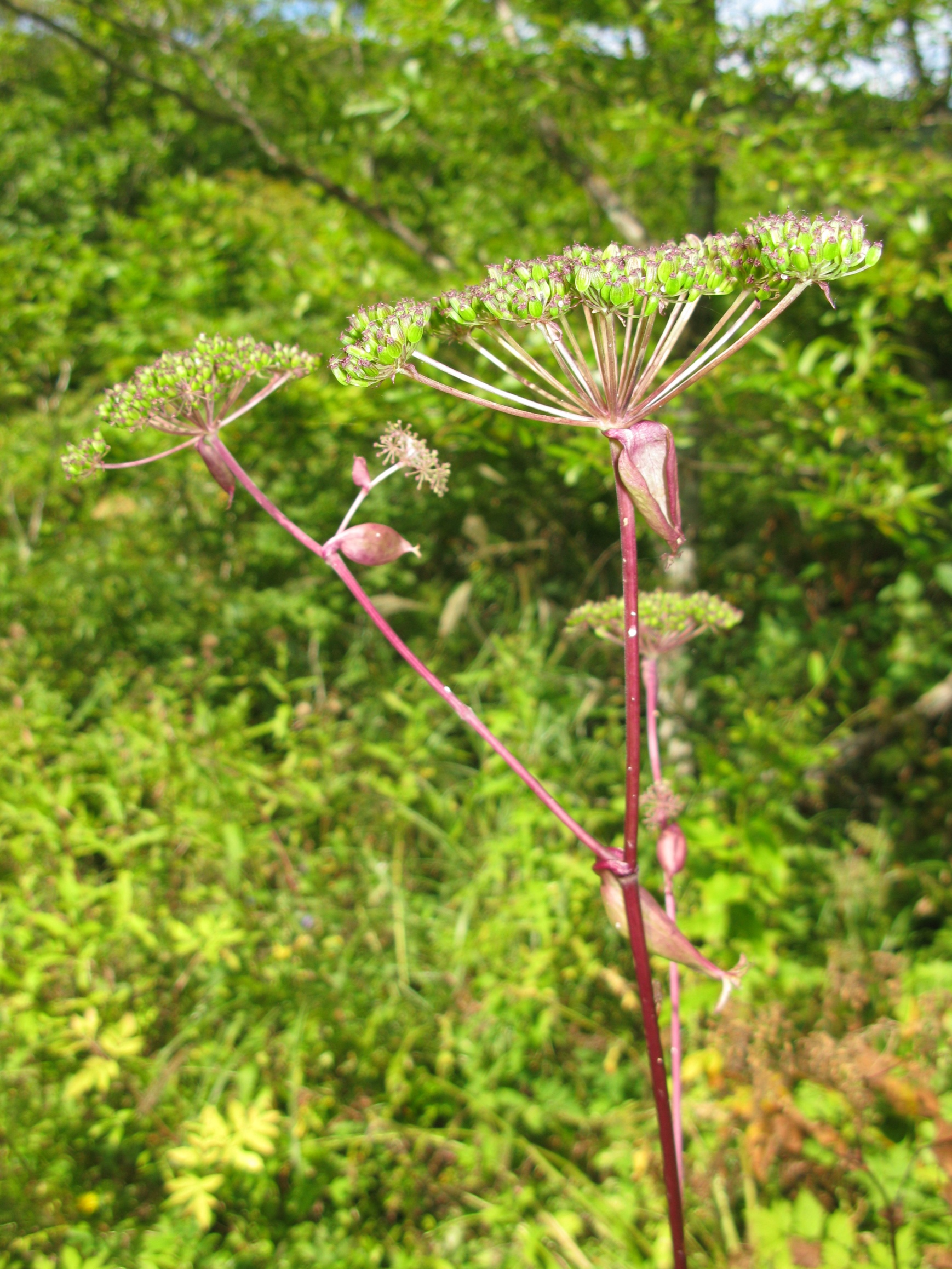